# Mikhail Yevgrafovich Saltykov-Shchedrin
Mikhail Yevgrafovich Saltykov-Shchedrin (tiếng Nga: Михаил Евграфович Салтыков-Щедрин) là một nhà văn hiện thực Nga thế kỷ XIX.

## Tiểu sử và sự nghiệp

### Tiểu sử
Mikhail Yevgrafovich Saltykov-Shchedrin sinh ngày 27 tháng 1 năm 1826 tại làng Spas - Ugol thuộc tỉnh Tver, trong một gia đình quý tộc địa chủ giàu có. Cha ông vốn thuộc dòng dõi quý tộc lâu đời, còn mẹ ông là con gái một phú thương đang trên đường hãnh tiến, vơ vét bóc lột nhân công rất tàn tệ. Nhà văn đã châm biếm tương lai ra đời giữa lúc chế độ nông nô ở Nga đã bước vào thời kỳ khủng hoảng, bộc lộ rõ rệt tính chất lỗi thời, thối nát. Đồng thời, trên đất nước Nga thấm nhiều máu và nước mắt cũng đã khiến những thành thị công nghiệp và lưu thông hàng hóa rất phát triển. Điều đó càng kích thích đám địa chủ kiêm chủ nô xoay xở đủ mọi cách để thích ứng với hoàn cảnh mới, càng ra sức vắt kiệt không mảy may thương xót sức lao động của những dân cày Nga vốn đã rất khốn khổ. Nông thôn Nga lúc đó hoàn toàn đắm chìm trong sự ảm đạm, tối tăm và ngột ngạt.
Ngay trong gia đình mình, cậu bé Misha (tên thân mật hồi nhỏ của Mikhail Saltykov-Shchedrin) đã tận mắt chứng kiến mọi cảnh khủng khiếp, xót đau của thân phận người lao động Nga gục lưng, cúi cổ dưới cái ách độc đoán, hà khắc của tầng lớp địa chủ. Tuổi ấu thơ trôi qua nặng nề với những ấn tượng xót xa, căm uất. Sau này, nhớ lại cảnh nhà lúc bấy giờ, ông gọi đó là vương quốc của nỗi khiếp sợ, đó là nỗi đau đớn về thể xác, thói độc quyền độc đoán đầy tính chất bản năng.
Cha ông - Yevgraf Vasilyevich - là một con người tính khí nhu nhược, học vấn hạn hẹp, lối hành xử thấp kém; còn mẹ ông - Olga Mikhailovna - thì vô cùng độc đoán, tham lam, luôn tìm kiếm những niềm vui bất tận bằng việc bóc lột người làm công thậm tệ, kinh doanh dựa trên lợi nhuận, vơ vét tiền của. Cha mẹ của ông to tiếng cãi cọ nhau như cơm bữa. Ngay từ nhỏ, sống trong một môi trường hỗn tạp, bất công, Shchedrin đã sớm cảm thấy mình xa lạ với cái vương quốc tối tăm cùng cực đó, sống giữa gia đình mà luôn cảm thấy cô độc.

### Câu nói nổi tiếng
Văn học nằm ngoài những định luật của băng hoại. Chỉ mình nó không thừa nhận cái chết ! 